# Vasili Panciuc
Vasili Panciuc (în rusă Василий Тарасович Панчук, în ucraineană Василь Тарасович Панчук; n. 14 septembrie 1949) este un politician moldovean de etnie ucraineană, care din 2001 și până în 2015, a exercitat funcția de primar al municipiului Bălți. Începând cu 31 decembrie 2014 el este deputat în Parlamentul Republicii Moldova.

## Cariera profesională
Vasili Panciuc s-a născut la data de 14 septembrie 1949 în satul Sadkî din raionul Mohîliv-Podilskîi, regiunea Vinița, RSS Ucraineană. Între anii 1956 - 1966 face studii la școala medie din localitate, după care urmează cursurile Institutului de Automobile din orașul ucrainean Kiev. După absolvire, este repartizat în Republica Moldova, în orașul Bălți.
A lucrat inițial în calitate de maistru la o întreprindere de construcții, apoi ca inginer-șef la Direcția auto și de drumuri din municipiul Bălți. În anul 1978, este cooptat ca instructor și șef al Secției industrie și transport din cadrul Comitetului orășenesc de partid Bălți, apoi ca șef al Asociației de producție “Avtodor” în anul 1984, după care, în anul 1985, devine prim-adjunct al președintelui Comitetului orășenesc de partid.
Între anii 1987-1999 deține funcția de director al unui trust de construcții din Bălți.
Căsătorit, tată a doi copii. Este vorbitor exclusiv de limbă rusă.

## Cariera politică
Din octombrie 1999, Vasili Panciuc este viceprimar al municipiului Bălți. Este ales primar la alegerile locale din 17 iunie 2001, fiind susținut în confruntarea electorală de Partidul Comuniștilor din Republica Moldova (PCRM). Vasili Panciuc a obținut în alegerile din anul 2001, un procent de 74,2% din sufragii.
Din anul 2003 este membru al Consiliului economic de pe lângă primul ministru al Republicii Moldova.
La alegerile parlamentare din 6 martie 2005, primarul municipiului Bălți, Vasile Panciuc, este ales deputat în Parlamentul Republicii Moldova (ocupând poziția a zecea pe lista electorală a PCRM), dar, ulterior, renunță la mandatul de deputat în favoarea funcției de primar al municipiului Bălți.
La alegerile locale din 3 iunie 2007, din cei 36,2% din electorii cu drept de vot ce au participat la alegeri, 69,2% dintre votanți și-au dat sufragiile pentru Vasile Panciuc, sprijinit de PCRM. În decembrie 2007 Vasili Panciuc, este ales noul conducător al Asociației primarilor și colectivităților locale din Moldova, în cadrul Adunării generale extraordinare a Asociației.

La alegerile parlamentare din 28 noiembrie 2010, Vasili Panciuc a fost ales depudat pe listele Partidului Comuniștilor, iar la 12 ianurie 2011 fusese numit membru al Comisiei parlameatare pentru administrație publică și dezvoltare regională. La 24 ianuarie 2011, Vasile Panciuc a renunțat la funcția de primar în favoarea celei de deputat, desemnându-l pe Octavian Mahu în funcția de primar interimar al municipiului Bălți. În presa locală s-a presupus ca Octavian Mahu va candida la postul de primar la alegerile locale din 5 iunie 2011 din partea Partidului Comuniștilor . Însă la 4 aprilie 2011, Vladimir Voronin a anunțat că la șefia Bălțiului va concura deputatul comunist Vasile Panciuc .
Vasili Panciuc a câștigat scrutinul din primul tur, acumulând 68,27% din sufragii (în total 30 436 de voturi), având la dispoziție 30 de zile de a alege dacă va rămâne în funcția de deputat al Parlamentului sau primar al municipiului Bălți. La 15 iulie 2011 Vasile Panciuc a demisionat oficial din funcția de deputat.

## Decorații
- 2006 decorat cu Ordinul „Gloria Muncii”
- 2006 decorat cu Ordinul „Pentru Merite” de gradul III
- 2009 decorat cu „Ordinul Republicii”